# Ptychidio jordani
Ptychidio jordani es una especie de peces de la familia de los
Cyprinidae en el orden de los Cypriniformes.

## Morfología
- Los machos pueden llegar alcanzar los 27 cm de longitud total[1] y 500 g de peso.[2]

## Hábitat
Es un pez de agua dulce y de clima subtropical.

## Distribución geográfica
Se encuentran en Asia: río Zhujiang a la China.